# Scaër
Scaër är en kommun i departementet Finistère i regionen Bretagne i västra Frankrike. Kommunen ligger i kantonen Scaër som tillhör arrondissementet Quimper. År 2022 hade Scaër 5 197 invånare.

## Befolkningsutveckling
Antalet invånare i kommunen Scaër
Referens:INSEE